# Unión Deportiva San Fernando
La Unión Deportiva San Fernando es un club de fútbol español de la ciudad de Maspalomas, en la isla de Gran Canaria, Canarias. Fue fundado el 15 de abril de 1992 y actualmente milita en la Tercera Federación de España.
También cuenta con un equipo filial compitiendo en 1.º Regional denominado U.D. San Fernando Atlético.

## Historia
El acto fundacional tuvo lugar el 15 de abril de 1992 en el Centro Comercial Botánico de Maspalomas. 
Se iniciaba la andadura ese mismo año con la inscripción de tres equipos en categorías Benjamín, Infantil y Cadete que jugaban en la liga canaria de sus respectivas categorías. En el año 1993 la entidad consiguió federar la cadena completa de fútbol base, ya que la Federación aceptaba también al Alevín y Juvenil. El 2 de septiembre de 1994 quedó señalada dentro del Club como la fecha de inscripción en competiciones federadas del primer equipo. En 1995 se crearía el equipo femenino, que empezó a jugar en liga federada. Después de 20 temporadas deambulando entre regional y preferente, en la temporada 2012-13 comienza el crecimiento de la entidad con un ascenso a Preferente, categoría en la que se mantiene en la temporada siguiente. En la temporada 2014-15 ascendería a la tercera división sin perder ningún partido. Se convierte de esta manera en el equipo referente de la localidad de Maspalomas, que hasta entonces había sido el C. D. Maspalomas, que ha disputado seis temporadas en 2.ª división B. 
En la temporada 2015-16 en tercera división quedó en 5.º puesto en su primera temporada en la categoría. 
En la temporada 2016-17 quedaría 2.º en la liga regular y se clasificaría para los playoffs para ascender a 2.ª división B, en la primera eliminatoria ganaría al C. D. Tuilla 1-5, pero en la semifinal perdió el primer partido 2-0 contra el Écija, y en el partido de vuelta logra ponerse por delante con un 3-0, resultado que le valdría para pasar a la final, pero un gol en el minuto 80 del Écija privaría a la UD San Fernando de pasar a la final. 
En la temporada 2017-18 consigue un 3.º puesto que le permite volver a jugar los playoffs, en la primera eliminatoria vence al Marino de Luanco 3-1 en la ida y pierde 1-0 en la vuelta, resultado que le permite avanzar en su camino al ascenso. Disputa la semifinal frente a la S. D. Borja de Zaragoza logrando una victoria por 1-0 en el partido de ida en Maspalomas y empatando 0-0 en Zaragoza en un partido en el que los canarios tuvieron que soportar gritos racistas por parte de aficionados del equipo local. Juega de esta forma la final por primera vez en su historia frente a la Cultural de Durango, perdiendo por la mínima los dos partidos correspondientes, por lo que logra el ascenso el conjunto vasco.
La temporada 2020-21 consiguió el ascenso a la recién creada categoría Segunda RFEF, eliminando en el playoff final a la S. D. Tenisca. Solo estuvo una temporada en la 4.º categoría del fútbol español, descendiendo a Tercera Federación.
En la temporada 2022-23 consiguió el 3.º puesto en la liga regular, entrando en el playoff por el ascenso que consiguió eliminando en la tercera y última ronda a la S. D. Leioa.

## Estadio
Desde el año 1992 al 2000, los partidos como locales se desarrollaban en el campo municipal de San Fernando de Maspalomas. Desde el año 2000 hasta la actualidad juega y entrena en la ciudad deportiva de Maspalomas.

## Equipación
- Local: Camisa azul fuerte, con ribetes blancos, pantalón azul fuerte y medias azules fuertes.[7]
- Visitante: Camisa amarilla, con ribetes blancos, pantalón blanco y medias blancas.[7]

## Presidentes
- Antonio Montenegro (1994-1995)
- Isidro Sonner (1995-1997)
- Carmelo Fabelo (1997-2001)
- Juan Morales (2001-2006)
- José Manuel Caballero (2006-2014)
- Ángel Martel (2014-2016)
- Serafín Herrera (2016-2017)

## Temporadas
| Temporada | Categoría         | Puesto |
| --------- | ----------------- | ------ |
| 1995-96   | 2.ª Regional      | 13.º   |
| 1996-97   | 2.ª Regional      | 5.º    |
| 1997-98   | 2.ª Regional      | 14.º   |
| 1998-2010 |                   |        |
| 2010-11   | 2.ª Regional      | 8.º    |
| 2011-12   | 2.ª Regional      | 3.º    |
| 2012-13   | 1.ª Regional      | 1.º    |
| 2013-14   | Preferente        | 8.º    |
| 2014-15   | Preferente        | 1.º    |
| 2015-16   | 3.ª División      | 5.º    |
| 2016-17   | 3.ª División      | 2.º    |
| 2017-18   | 3.ª División      | 8.º    |
| 2018-19   | 3.ª División      | 4.º    |
| 2020-21   | 3.ª División      | 4.º    |
| 2021-22   | 2.ª División RFEF | 16.º   |
| 2022-23   | 3.ª Federación    | 3.º    |
| 2023-24   | 2.ª Federación    | 15.º   |

Fuente:

## Palmarés
- Subcampeonato de Tercera División Grupo XII (1): (2016-17)
- Preferente Las Palmas (1): (2014-15)
- 1.º Regional (1): (2012-13)